# (15232) 1987 SD13
(15232) 1987 SD13 là một tiểu hành tinh vành đai chính. Nó được phát hiện bởi Henri Debehogne ở Đài thiên văn La Silla ở Chile ngày 24 tháng 9 năm 1987.